# BulgariaSat-1
O BulgariaSat-1 é um satélite de comunicação geoestacionário búlgaro construído pela Space Systems/Loral (SS/L) que está localizado na posição orbital de 2 graus de longitude leste e é operado pela Bulgaria Sat. O satélite foi baseado na plataforma SSL-1300 e tem uma expectativa de vida útil de 15 anos.

## História
A Space Systems/Loral anunciou em setembro de 2014, que foi contemplada com um contrato de prestação de um novo satélite para a Bulgaria Sat.
O satélite, BulgariaSat-1, fornece serviços de DTH e serviços fixos via satélite nos Balcãs e em outras regiões europeias para ajudar a atender a crescente demanda por serviços de telecomunicações. O BulgariaSat-1 está equipado com três transponders em banda Ku FSS e 30 transponders em banda Ku BSS para serviços fixos via satélite e serviços avançados de televisão, como a televisão de alta definição.

## Lançamento
O satélite foi lançado com sucesso ao espaço em 23 de junho de 2017, por meio de um veículo Falcon 9 Full Thrust a partir da Estação da Força Aérea de Cabo Canaveral, na Flórida, EUA.

## Capacidade e cobertura
O BulgariaSat-1 está equipado com 3 transponders em banda Ku FSS e 30 em banda Ku BSS para fornecer serviço de TV Direct-to-Home (DTH) na região dos Balcãs.